# Ladislav Ženíšek
Ladislav Ženda Ženíšek (Vinohrady, 7 marzo 1904 – 14 maggio 1985) è stato un allenatore di calcio e calciatore cecoslovacco, di ruolo difensore.

## Palmarès

### Giocatore

#### Competizioni nazionali
- Campionato cecoslovacco: 5

Viktoria Žižkov: 1927-1928
Slavia Praga: 1929-1930, 1930-1931, 1932-1933, 1933-1934, 1934-1935